# Kaíd Sibsí
Kaíd Sibsí (arabsky الباجي قائد السبسي‎, Al-Bádží Qáid as-Sabsí, DMG al-Bāǧī Qāʾid as-Sabsī, přepis francouzsky Béji Caïd Essebsi, případně el Sabsi; 29. listopadu 1926, Sidi Bou Said, Tunisko – 25. července 2019, Tunis) byl tuniský právník, politik a prezident.
Dne 27. února 2011 byl jmenován premiérem Tuniska. Po parlamentních volbách ho 24. prosince 2012 nahradil Hamadi Jebali. 22. prosince 2014 byl zvolen prezidentem Tuniska.
Narodil se v Sídí Bu Saíd v rodině zemědělce. Byl ženatý, měl dva syny a dvě dcery.

## Politická kariéra
Po studiích na právnické fakultě v Paříži se stal v roce 1952 právníkem v Tunisu. V roce 1956, kdy země získala nezávislost, se jako poradce připojil k premiérovi Habíbu Burgibovi, budoucímu prvnímu prezidentovi.
V letech 1957–1971 zastával různé funkce jako ředitel regionální správy, generální ředitel úřadu Národní bezpečnosti, ministr vnitra (od 5. července 1965 do 8. září 1969) a ministr obrany (od 7. listopadu 1969 do 12. června 1970). Poté byl velvyslancem v Paříži. V říjnu 1971 a lednu 1972 vystoupil s názorem, že by v Tunisku měla být větší demokracie, a následně odstoupil z funkce. Do Tunisu se vrátil v dubnu 1981.
Nastoupil do vlády premiéra Muhammada Mzálího jako ministr zahraničních věcí a resort spravoval do června 1986. V roce 1987 byl jmenován velvyslancem v Východním Německu. Mezi roky 1990 a 1991 byl předsedou Poslanecké sněmovny. Dne 27. února 2011 se stal po Muhammadu Ghannúším novým tuniským premiérem. Dne 22. prosince 2014 byl zvolen tuniským prezidentem.

## Vyznamenání
- Čestná medaile republiky – Alžírsko, 3. ledna 2013[3]
- velkostuha Nejvyššího řádu renesance – Jordánsko, 20. října 2015
- rytíř Řádu Serafínů – Švédsko, 4. listopadu 2015[3]
- Řád šejka Isy bin Salmána al Chalífy – Bahrajn, 26. června 2016[4]
- Řád Turecké republiky – Turecko, 2017[5]
- velkokříž s řetězem Řádu zásluh o Italskou republiku – Itálie, 8. února 2017[6]
- řetěz Řádu palestinské hvězdy – Palestina, 6. června 2017
- velkokříž Řádu čestné legie – Francie, 31. ledna 2018
- Národní řád za zásluhy – Malta, 15. února 2019[7]
- Řád krále Abd al-Azíze – Saúdská Arábie, 29. března 2019[8]